# جمال حامد
جمال حامد مايور (10 مارس 2002 في لايايوا - ) لاعب كرة قدم فلسطيني من مواليد إسبانيا. يلعب كجناح ضمن نادي الغرافة القطري. و هو شقيق اللاعب ياسر حامد.